# Château de la Ligerie
Le château de La Ligerie est un château français implanté sur la commune de Champagne-et-Fontaine dans le département de la Dordogne, en région Nouvelle-Aquitaine.

## Présentation
Le château de la Ligerie se situe dans le département de la Dordogne, au nord de l'église et du cimetière du bourg de Fontaine à Champagne-et-Fontaine.
C'est une propriété privée.

## Historique
Cette gentilhommière du XVIIe siècle a conservé deux tour, vestiges d'un château du XVe siècle. Les autres tours ont été démolies pendant la Révolution. Des tours ont été reconstruites par un propriétaire, au XXe siècle.
Pendant des siècle, la propriété a appartenu à la famille Faucher de Versac, famille originaire du Limousin, citée dès le XIIIe siècle. On trouve un Guillaume Faucher désigné parmi les nobles du diocèse de Tulle, en 1263. Cette famille est présente à la Ligerie dès le XVe siècle. Ysaac Faucher de la Ligerie est un compagnon d'armes de Henri IV.
Au XVIe siècle, Hélie Faucher de la Ligerie se marie en premières noces, en 1616, avec Madeleine de Fleytcher dont il a deux fils, Jean-Étienne et François. Il se remarie, en 1622, avec Jeanne de Camain qui lui donne un fils, Jean de Faucher, qui assure la descendance au château de la Ligerie. Hélie de Faucher qui s'était établi à Fontaine-le-Comte en 1624, revient au château de la Ligerie où il meurt le 6 janvier 1667.
Au moment de la Révolution, le château est la propriété de François Faucher qui est alors dans la marine royale. Il émigre et combat dans l'armée du prince de Condé.
Paul-Ludovic-Sidrac-Ernest Faucher (1808-1870), marquis de la Ligerie, vend le domaine à Élisabeth de Saint-Germain, le 29 septembre 1846, qui le revend le 2 mai 1861 à Philippe Lavaud. À sa mort, le château devient la propriété de son neveu, Jean-Baptiste Lavaud, juge de paix à Aigre, qui le vend le 10 mai 1900 à Henri de Gaulle et à son épouse, Jeanne, pour 15 000 francs. Henri de Gaulle, professeur à Paris, l'achète pour en faire une résidence de vacances.
Le château est en mauvais état au moment de l'achat. La famille de Gaulle, dont Charles de Gaulle qui n'a alors que onze ans, vient pour la première fois au château en juillet 1901 après des travaux de restauration. Henri de Gaulle revend le château de la Ligerie le 2 juillet 1920 à Henri Philippe qui revend le domaine en 1940 à Maurice Legendre, ébéniste parisien. Il a profondément réaménagé l'aménagement de la ferme. Maurice Legendre est le second mari de la mère de Jacques Delmas qui s'est fait appeler Jacques Chaban-Delmas. Le château se trouve dans la zone occupée. Chaban, Maurice Bourgès-Maunoury et le boulanger du village s'y réunissent.
À la mort de Maurice Legendre, en 1971, Jacques Chaban-Delmas a hérité d'une moitié du château de la Ligerie et sa mère lui a fait donation de sa part. Après sa mort, en 2000, ses héritiers ont revendu le château à Yves de Vilmorin, cousin de Louise de Vilmorin, en 2002.